# Chamaepsila limbatella
Chamaepsila limbatella is een vliegensoort uit de familie van de wortelvliegen (Psilidae). De wetenschappelijke naam van de soort is voor het eerst geldig gepubliceerd in 1847 door Zetterstedt.